# Pedaliodes pammenes
Pedaliodes pammenes  (лат.) — вид бабочек рода Pedaliodes из семейства Бархатницы. Обитатели горных районов Южной Америки: Боливия и Перу, где обитает подвид Pedaliodes pammenes marca Pyrcz et Viloria, 2008.

## Описание
Длина передних крыльев самцов 28,0—29,5 мм. Основная окраска коричнево-чёрная.
Бабочки рода Pedaliodes питаются на растениях семейства Злаки (Poaceae) и встречаются в горных тропических лесах Анд и влажных лугах парамо на высотах около 3 км.

## Систематика
Вид был впервые описан в 1874 году английским энтомологом Уильямом Чепмэном Хьюитсоном под названием Pronophila pammenes Hewitson, 1874. Сходен с видом Pedaliodes garleppi Thieme, 1905, но крупнее и светлее его. Валидность подтверждена в 2008 году в ходе ревизии, проведённой польским лепидоптерологом Томашем Пиршом (Tomasz Wilhelm Pyrcz; Zoological Museum of the Institute of Zoology, Jagiellonian University, Краков, Польша), английским энтомологом Энджел Вилориа (Angel L. Viloria; Biogeography & Conservation Laboratory, The Natural History Museum, Лондон, Великобритания) и их коллегами из Франции и Перу.